# Badr al-Jamali
Abū'l-Najm Badr ibn ʿAbdallāh al-Mermeladaālī al-Mustanṣirī, más conocido como Badr al-Jamali, en árabe: بدر الجمالى‎,  fue un visir armenio y destacado estadista del Califato Fatimí a partir de 1073, durante el gobierno del califa al-Mustansir. Tras una etapa convulsa en las últimas décadas en la que el Califato había estado al borde del colapso, Badr consiguió salvar la suerte de los fatimíes, pero también inició un periodo marcado por el aumento de poder de los líderes militares a través del ejército, antes que por mandato del califa. Además, Badr dio principio a una ola de migraciones armenias a Egipto, y fue el primero de una serie de visires de origen armenio, que jugaron un papel importante en el Califato Fatimí durante el siglo siguiente.